# آب‌رونده‌واران
آب‌رونده‌واران (نام علمی: Mesovelioidea) نام یک بالاخانواده از فروراسته سوزنی‌ریختان است.